# Zákon o dějinách
Zákon o dějinách (francouzsky loi mémorielle) je zákon, ve kterém stát zaujímá oficiální stanovisko k historickým událostem či osobnostem. V extrémním případě takový zákon zakazuje vyjadřovat opačné stanovisko. Typickými představiteli jsou některé evropské zákony zakazující popírání holokaustu (ty byly použity[zdroj⁠?!] světovou muslimskou komunitou k argumentaci pro zákaz karikatur Mohameda).
Československo, Slovensko a Česko přijaly ve své historii několik zákonů, které měly z různých důvodů a různým způsobem uctít významné osobnosti: Tomáše Garrigua Masaryka, Milana Rastislava Štefánika, Edvarda Beneše, Václava Havla a Andreje Hlinku. Zákon o zásluhách T. G. Masaryka přitom byl přijat ještě za života prvního československého prezidenta, zatímco ostatní zákony se týkaly již zesnulých osobností. Zákony věnované Štefánikovi existují dva, jeden československý z roku 1990 a jeden slovenský z roku 2000. Zákon o zásluhách Edvarda Beneše, obsahově navazující na zákon o Masarykovi, přijali čeští poslanci roku 2004 a na Hlinkovu počest existují dva slovenské zákony, z let 1939 a 2007. Též úvodní ustanovení zákona o protiprávnosti komunistického režimu a o odporu proti němu (1993) se zabývají pouze hodnocením minulosti a neobsahují žádné právní normy (podle Viktora Knappa se ale vkládáním nenormativních částí právní předpisy znepřehledňují a vyvolávají se tím pochybnosti o právní závaznosti zbývající části zákona).
Také ve Francii bylo vydáno několik zákonů o dějinách: o turecké genocidě Arménů za první světové války (2001), o prohlášení obchodu s otroky za zločin proti lidskosti (2001) nebo o vyjádření vděčnosti repatriantům ze severní Afriky (2005). Někteří francouzští historici takové hodnocení minulosti kritizují jako politické zásahy do svobody bádání a vyučování.